# 스타디움 MK
스타디움 MK(영어: Stadium MK)는 잉글랜드 버킹엄셔주 밀턴케인스에 위치한 축구 경기장으로, 수용 인원은 22,000명이며 밀턴케인스 던스 FC의 홈 구장으로 사용되고 있다. 현지에서는 덴비 스타디움(Denbigh Stadium)이라고 부른다.
2007년 11월 29일 엘리자베스 2세 영국 여왕이 참석한 가운데 개장했으며 퍼퓰러스가 경기장 설계를 담당했다. 축구 경기장으로 많이 사용되고 있지만 종종 럭비 경기장으로 사용되기도 한다.

## 사진

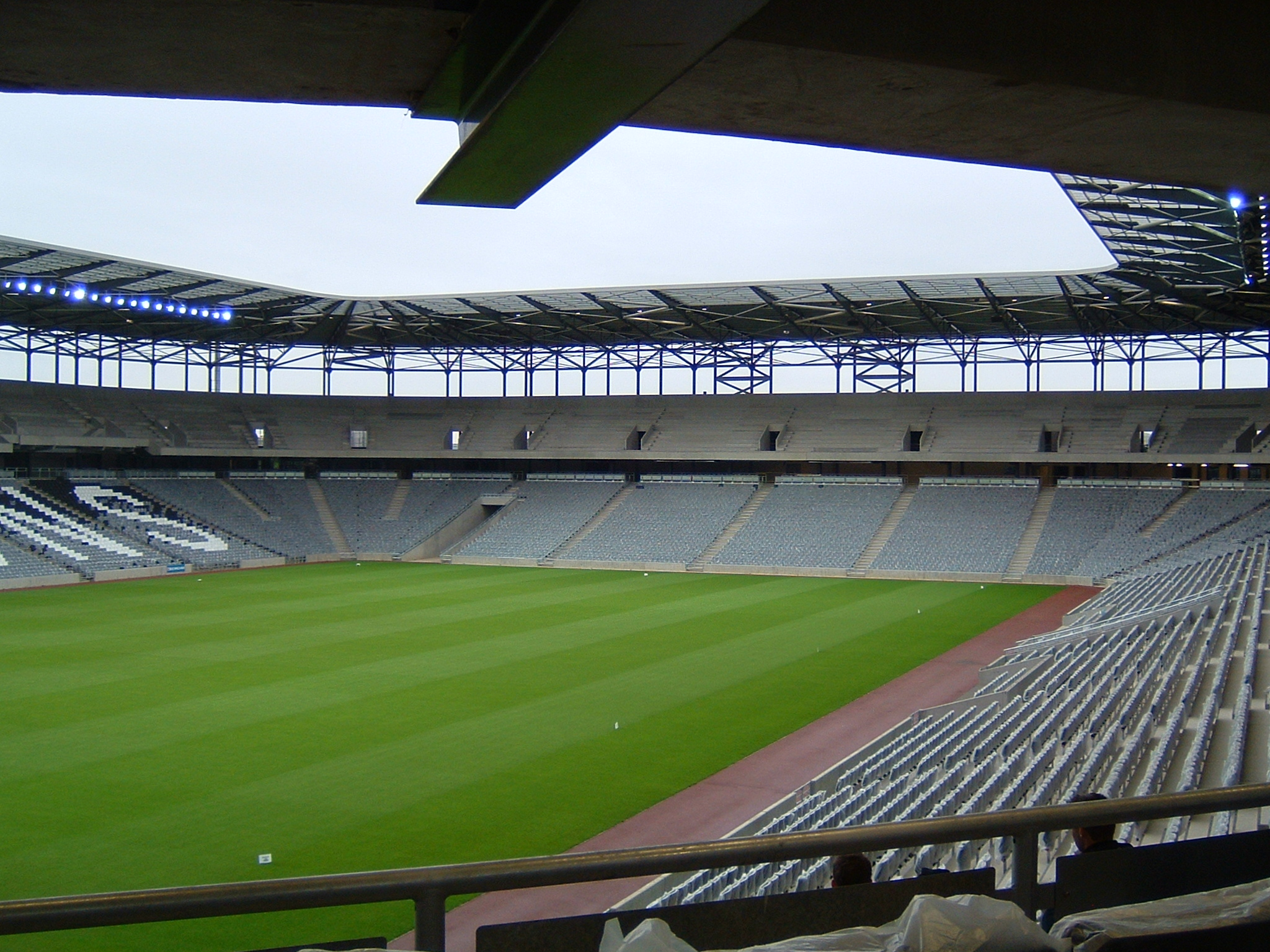
경기장 남쪽 스탠드